# Creatures of the Night
Creatures of the Night (с англ. — «Ночные Создания») — десятый студийный альбом американской рок-группы Kiss, вышедший в 1982 году. Диск посвящён основателю Casablanca Records и давнему другу Kiss Нилу Богарту, скончавшемуся от рака во время его записи. Это последний альбом группы, записанный на Casablanca Records.
На ноябрь 2022 года запланировано юбилейное переиздание альбома в формате бокс-сета.

## Список композиций
| №                   | Название                                                  | Автор(ы)                            | Основной вокал      | Длительность |
| ------------------- | --------------------------------------------------------- | ----------------------------------- | ------------------- | ------------ |
| 1.                  | «Creatures of the Night» (с англ. — «Ночные Создания»)    | Пол Стэнли, Адам Митчелл            | Стэнли              | 4:02         |
| 2.                  | «Saint and Sinner» (с англ. — «Святой и Грешник»)         | Джин Симмонс, Микель Джепп          | Симмонс             | 4:50         |
| 3.                  | «Keep Me Comin'» (с англ. — «Заставляй Меня Идти Дальше») | Стэнли, Митчелл                     | Стэнли              | 3:55         |
| 4.                  | «Rock and Roll Hell» (с англ. — «Рок-н-Ролльный Ад»)      | Симмонс, Брайан Адамс, Джим Вэллэнс | Симмонс             | 4:11         |
| 5.                  | «Danger» (с англ. — «Опасность»)                          | Стэнли, Митчелл                     | Стэнли              | 3:54         |
| Общая длительность: | Общая длительность:                                       | Общая длительность:                 | Общая длительность: | 20:52        |

| №                   | Название                                                 | Автор(ы)                | Основной вокал      | Длительность |
| ------------------- | -------------------------------------------------------- | ----------------------- | ------------------- | ------------ |
| 6.                  | «I Love It Loud» (с англ. — «Я Люблю, Когда Это Громко») | Симмонс, Винни Винсент  | Симмонс             | 4:15         |
| 7.                  | «I Still Love You» (с англ. — «Я Всё Ещё Люблю Тебя»)    | Стэнли, Винсент         | Стэнли              | 6:06         |
| 8.                  | «Killer» (с англ. — «Убийца»)                            | Симмонс, Винсент        | Симмонс             | 3:19         |
| 9.                  | «War Machine» (с англ. — «Военная Машина»)               | Симмонс, Адамс, Вэллэнс | Симмонс             | 4:14         |
| Общая длительность: | Общая длительность:                                      | Общая длительность:     | Общая длительность: | 17:54        |

- Примечание: При переиздании альбома 1985 года треки 2 и 8 были заменены местами. Кроме того, для переиздания 1985 года продюсер Дэйв Уиттман сделал ремикс на три трека: "Creatures of the Night", "I Love It Loud" и "War Machine".

## Участники записи
- Пол Стэнли — ритм-гитара, вокал

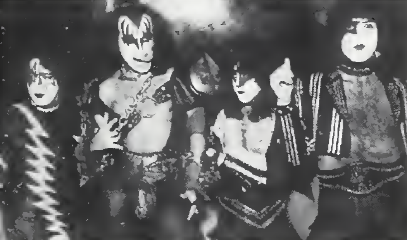

- Джин Симмонс — бас-гитара, вокал; ритм-гитара в «War Machine»
- Эйс Фрэйли — соло-гитара (Указан в альбоме, но в записи участия не принимал)
- Эрик Карр — ударные, перкуссия, бэк-вокал; бас-гитара в «I Still Love You»

Остальные музыканты
- Винни Винсент — соло-гитара в «Keep Me Comin'», «Danger» и «War Machine»; все гитары в «Saint and Sinner», «I Love It Loud» и «Killer» [5]
- Стив Фаррисс — соло-гитара в «Creatures of the Night»
- Майк Поркаро — бас-гитара в «Creatures of the Night»
- Адам Митчел — дополнительная в «Creatures of the Night»
- Боб Кулик - дополнительная гитара
- Джимми Хаслип — бас-гитара в «Danger»
- Роббен Форд — соло-гитара в «I Still Love You»; все гитары в «Rock and Roll Hell»

## Чарты
| Год  | Чарт                    | Позиция |
| ---- | ----------------------- | ------- |
| 1982 | UK Albums Chart         | 22      |
| 1983 | US Billboard Pop Albums | 45      |

| Год  | Сингл                    | Чарт            | Позиция |
| ---- | ------------------------ | --------------- | ------- |
| 1982 | «Creatures of the Night» | UK Albums Chart | 34      |
| 1982 | «I Love It Loud»         | Austrian charts | 76      |
| 1983 | «I Love It Loud»         | Mainstream Rock | 22      |

## Сертификации
| Страна | Статус | Всего продано | Дата       |
| ------ | ------ | ------------- | ---------- |
| США    | Золото | 500 000       | 9 мая 1994 |